# Alexander II van Bournonville

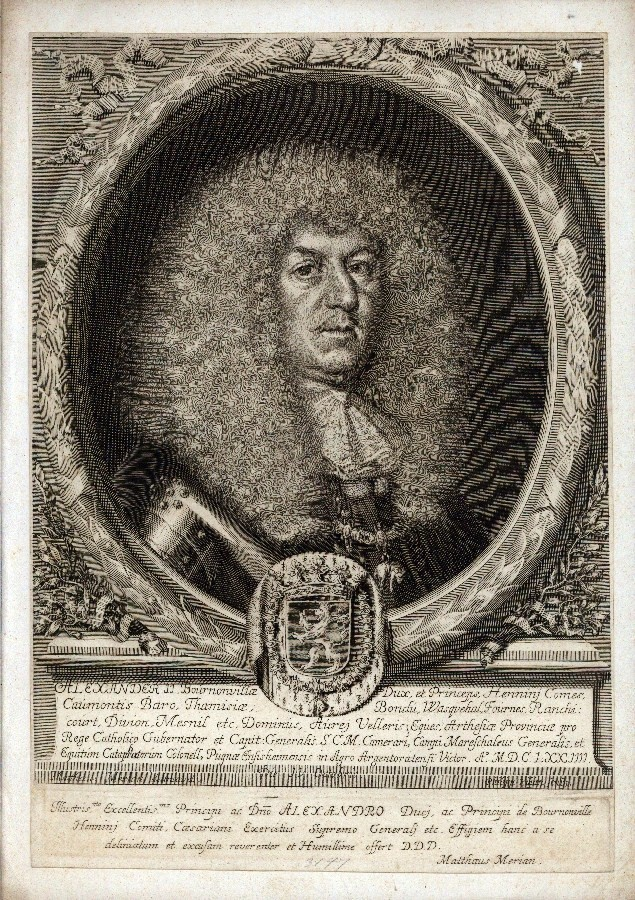
Contemporaine afbeelding van Alexander II van Bournonville.

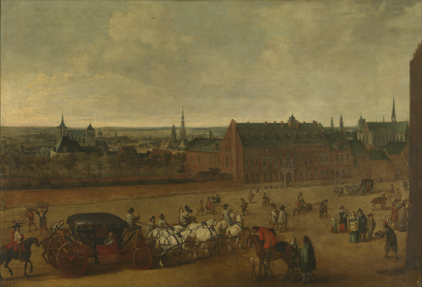
Bournonville in een koets voor zijn Brusselse stadspaleis (Pieter Snayers, ca. 1649-50).

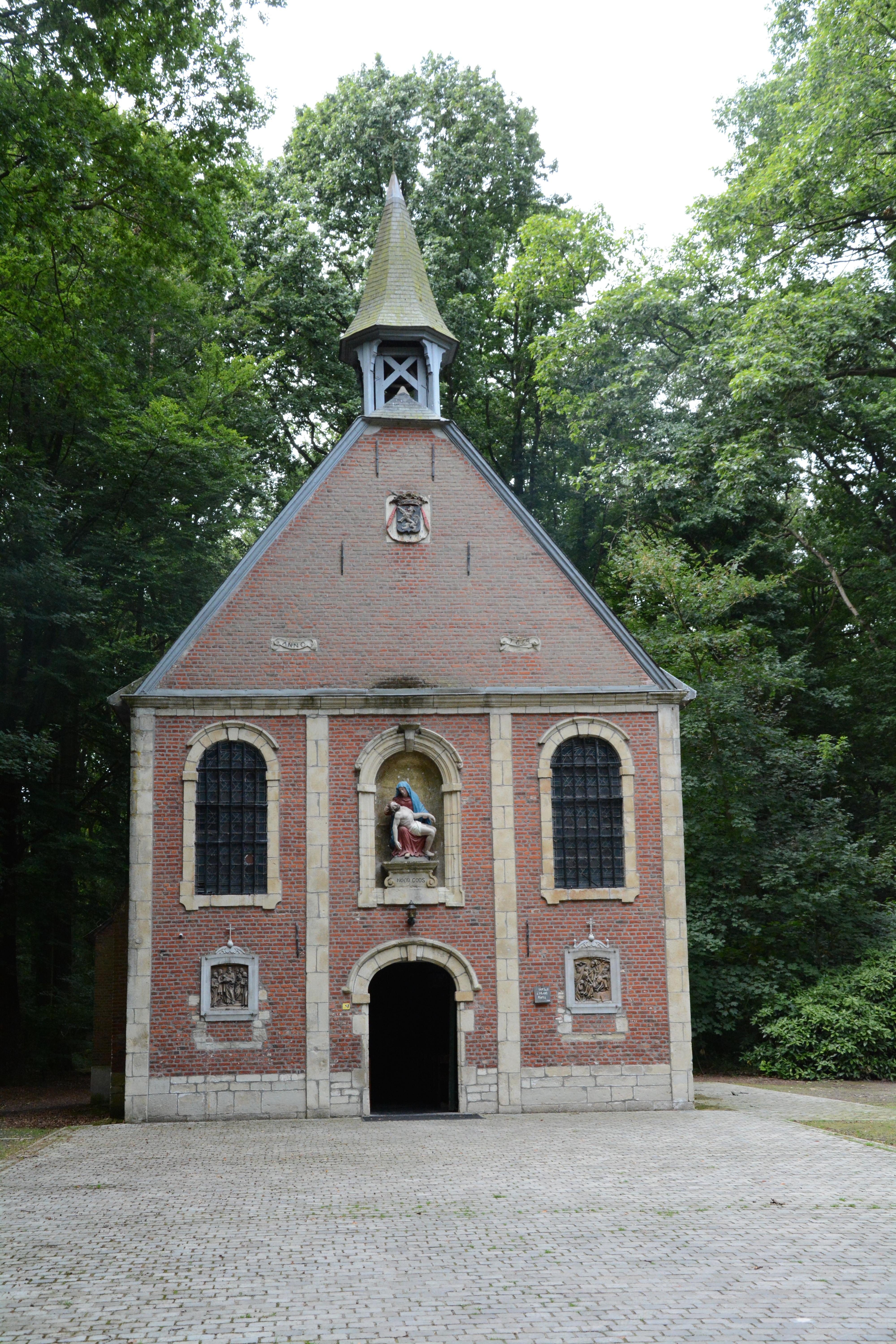
Wapen van Bournonville in de Boskapel van Buggenhout (1664)

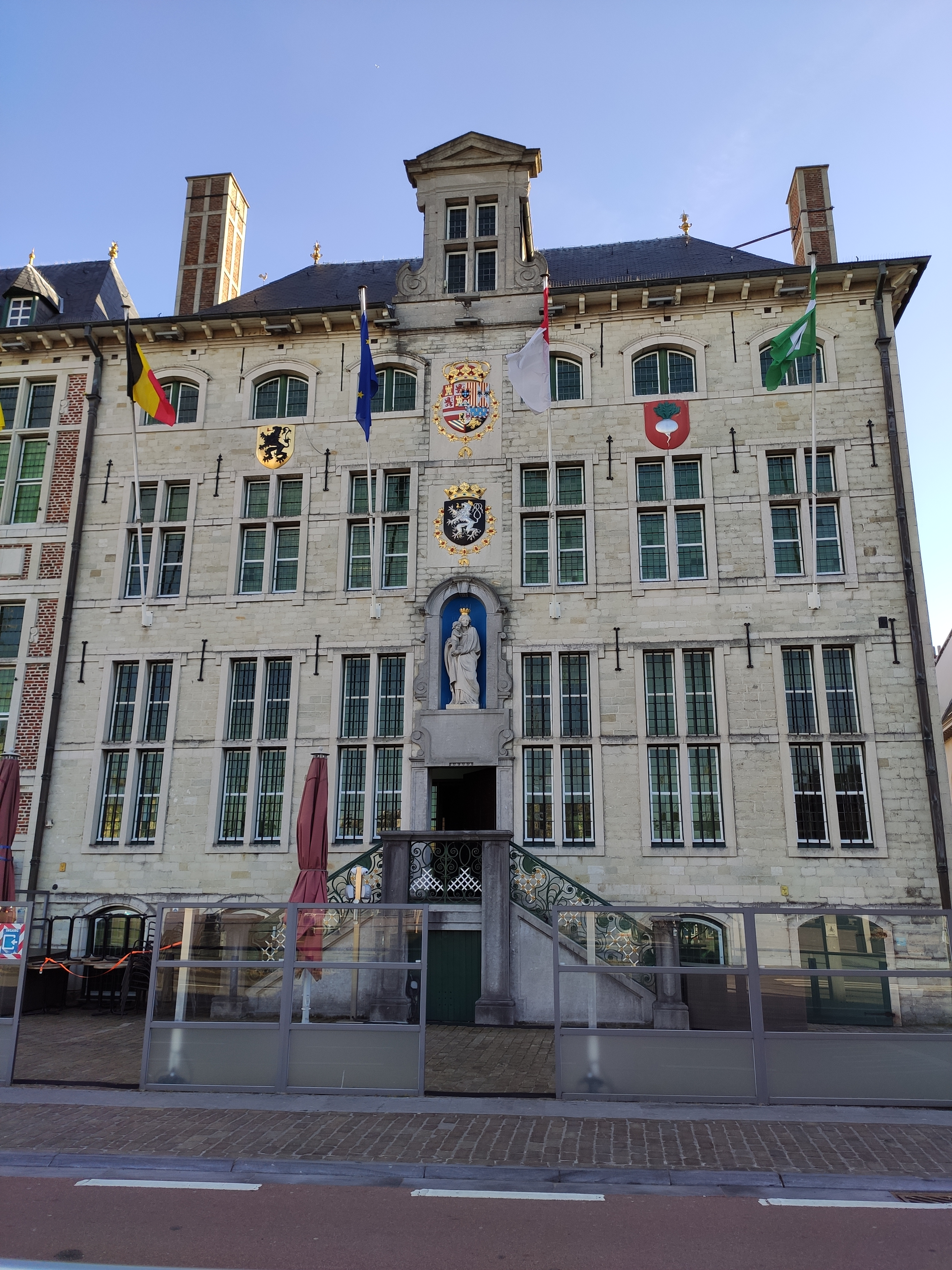
Wapenschild van de prins (centraal onder) op de gevel van de Cipierage in Sint-Niklaas

Alexander II Hippolyte Balthazar de Bournonville (Brussel, 5 januari 1616 – Pamplona (Spanje), 20 augustus 1690) was een Brabants militair in dienst van de Rooms-Duitse keizer en koning van Spanje.
Hij was prins van Bournonville, Hoogbaljuw van het Land van Waas, graaf van Hénin, Generalfeldmarschall van het Heilige Roomse Rijk, ridder in de Orde van het Gulden Vlies, onderkoning van Catalonië en van Navarra.

## Biografie
Alexander was de zoon van Alexander I van Bournonville, graaf van Hénin en hertog van Bournonville (1585-1656), en Anne van Melun (1590-1666) (dochter van Peter van Melun, prins van Épinoy). Hoewel zijn vader in 1632 betrokken was bij een samenzwering en in Franse ballingschap leefde, behield Alexander junior goede relaties met het Spaanse hof.
Hij nam aanvankelijk deel aan de Dertigjarige Oorlog (1618-1648) als kapitein van de kurassiers in het leger van keizer Ferdinand III. Hij werd vervolgens benoemd tot kolonel van de infanterie. Tijdens de slag bij Nördlingen (1634) voerde hij de troepen van de Nederrijns-Westfaalse Kreits aan. Later streed hij ook nog tegen Zweden. Na de vrede van Westfalen (1648), werd hij benoemd tot generaal en Kammerjunker (kamerjonkheer, vgl. kamerheer) van de keizer, en verkreeg de teruggave van de goederen die Filips IV van zijn vader had geconfisqueerd.
Na het einde van de oorlog trad hij in 1649 in dienst van Spanje. Hij diende onder prins Lodewijk II van Bourbon-Condé, die toentertijd Spaans veldheer was. Hij leverde mee slag bij Chatel, Rocroy en Arras. Hij verdedigde in 1655 de stad Condé tijdens een vier maanden durende belegering.
In 1656 was hij betrokken in de Frans-Spaanse Oorlog ter ondersteuning van de strijdkrachten van Condé en de nieuwe landvoogd van de Nederlanden, aartshertog Juan II van Oostenrijk, tegenover het Franse leger onder leiding van Turenne: tijdens de slag bij Valencijn, op 16 juli, leed Turenne een van zijn zeldzame nederlagen.
Alexander werd op 12 juli 1658 door Filips IV van Spanje te Madrid verheven tot prins van Bournonville. Bij het tekenen van de vrede van de Pyreneeën (1659), was de nieuwbakken prins belast met de taak van gouverneur en kapitein-generaal van Artesië.
In 1672 werd hij tot ridder in de Orde van het Gulden Vlies geslagen. Hij nam als maarschalk van keizer Leopold I (Kaiserlicher Generalfeldmarschall) deel aan de Hollandse Oorlog. Hij ontmoette Turenne in 1674 meermaals op het slagveld: Bournonville werd door Turenne begin juli op de vlucht gejaagd naar het Paltsgraafschap, waarna deze op 4 oktober een overwinning in de slag bij Entzheim en in die bij Mulhouse op 29 december behaalde op de keizerlijke troepen. Turenne zou op 5 januari 1675 opnieuw slag met hem leveren bij Turckheim.
In 1676 bevond Bournonville zich in Spanje als militair adviseur van Karel II. In 1677 was hij te Messina, belast met het onderdrukken van een opstand van haar inwoners — ondersteund door Franse expeditietroepen — tegen de Spanjaarden.
In 1678 werd hij benoemd tot onderkoning van Catalonië en in 1686 werd hij benoemd tot onderkoning van Navarra.
Hij stierf in 1690 te Pamplona.

## Onterving
Bij de terdoodveroordeling van vader Bournonville waren zijn goederen onder sekwester geplaatst (1636). Alexander bekwam in 1649 de handlichting en in 1652 kreeg hij zelfs garanties dat zijn vader uit ballingschap kon terugkeren. Niettemin stond de hertog in 1651 al zijn gronden af aan de jongere zoon Ambroise-François (1619-1693). Een en ander resulteerde in een aanslepende familievete, waarbij Alexander II de geldigheid van de schenking aanvocht en een rechtsgeleerde in de arm nam om zijn zaak publiek te verdedigen. Ondertussen mocht Ambroise zich pair de France noemen, want koning Lodewijk XIV maakte in 1652 het hertogdom Bournonville tot een duché-pairie. De Spaanse kroon zorgde ervoor dat ook Alexander zich hertog kon noemen op basis van zijn Brabantse gronden. In 1658 bekwam hij zelfs dat Buggenhout tot prinsdom werd verheven onder de naam Bournonville.

## Huwelijk en nakomelingen
Hij trouwde op 3 mei 1656 met "Jeanne" Ernestine Françoise (9 april 1628 - 10 oktober 1663), dochter van graaf Filips Karel van Arenberg (1587 - 1640), bij wie hij zes kinderen had:
- Anne Marie Françoise, geboren in 1657;
- Alexandre Ernest (1658-1658);
- Alexandre Charles François (1659-1660);
- Isabelle Thérèse, geboren in 1660;
- Alexandre Albert François Bathélémy (1662-1705);
- Marie Françoise, geboren in 1663.

## Publicatie
- Défense apologétique ou Déduction de fait pour Monseigneur Alexandre sire, duc, et prince de Bournonville, comte de Hennin, contre Monseigneur Ambroise de Bournonville son frere second, nommé Duc, & Pair de France, Chevalier d'honneur de le Reyne, & Gouverneur de Paris, 16??

## Voetnoten
1. ↑  (fr)  G. de Wailly, Alexandre Hippolyte Balthazar de Bournonville, gw5.geneanet.org.
2. ↑  (es)  J. de Pinedo y Salazar, Historia de la insigne Orden del Toyson de Oro, I, Madrid, 1787, pp. 406-408. Gearchiveerd op 25 december 2021.
3. ↑  J.B. Christyn, Jurisprudentia heroica sive de jure Belgarum circa nobilitatem et insignia, I, Brussel, 1668, pp. 171-176. Gearchiveerd op 25 december 2021.
4. ↑  (fr)  Armorial des Chevaliers de la Toison d'Or, heraldique-europeenne.org.
5. ↑  (de)  Bournonville, Alexandre-Hippolyte-Baltazar de Hennin, portrait-hille.de (2002-2008).
6. ↑  (fr)  J. Bérenger, Turenne, Parijs, 1987, p. 402.
7. ↑  (fr)  J. Garnier (ed.), Dictionnaire Perrin des guerres et des batailles de l’histoire de France, Parijs, 1999, p. 305 (non vidi).
8. ↑  (en)  J. Childs, Warfare in the Seventeenth Century, Londen, 2001, p. 175.
9. ↑  (en)  J. Childs, Warfare in the Seventeenth Century, Londen, 2001, pp. 175-176.
10. ↑  (es)  N.F. de la Penya, Anales de Cataluña y epílogo breve de los progresos y famosos hechos de la nación catalana, XXI 6-8 (pp. 378ff.).
11. ↑  (fr)  Alexandre II de Bournonville, roglo.eu (1998-2011).